# 尾西和夫
尾西 和夫（おにし かずお、1953年8月4日 - ）は、大分県出身の元プロ野球選手（投手）。

## 来歴・人物
中津工業高校では、エース、三番打者として1971年夏の甲子園県予選を勝ち抜き中九州大会決勝に進出するが、鶴崎工の藤沢哲也にノーヒットノーランを喫し甲子園出場はならなかった。高校同期に春日祥之輔（捕手）がいる。
高校卒業後は、新日本製鐵堺へ入団。1973年のドラフト会議で読売ジャイアンツから5位指名されるが拒否し、会社に残留した。
1975年、ドラフト会議で近鉄バファローズから2位指名され入団。1年目の1976年に1軍で9試合に登板するが、1977年からは1軍での登板がなく、1981年限りで引退した。
1982年から1989年まで近鉄で打撃投手を務めた。
高校時代から技巧派投手でならし、スリークォーターから、カーブを投げる。また、インコースに切れ込むシュートは抜群だった。

## 詳細情報

### 年度別投手成績
| 年 度    | 球 団    | 登 板 | 先 発 | 完 投 | 完 封 | 無 四 球 | 勝 利 | 敗 戦 | セ 丨 ブ | ホ 丨 ル ド | 勝 率 | 打 者 | 投 球 回 | 被 安 打 | 被 本 塁 打 | 与 四 球 | 敬 遠 | 与 死 球 | 奪 三 振 | 暴 投 | ボ 丨 ク | 失 点 | 自 責 点 | 防 御 率 | W H I P |
| -------- | -------- | ----- | ----- | ----- | ----- | -------- | ----- | ----- | -------- | ----------- | ----- | ----- | -------- | -------- | ----------- | -------- | ----- | -------- | -------- | ----- | -------- | ----- | -------- | -------- | ------- |
| 1976     | 近鉄     | 9     | 0     | 0     | 0     | 0        | 0     | 0     | 0        | --          | ----  | 70    | 17.1     | 15       | 4           | 5        | 0     | 1        | 5        | 1     | 0        | 7     | 4        | 2.12     | 1.15    |
| 通算:1年 | 通算:1年 | 9     | 0     | 0     | 0     | 0        | 0     | 0     | 0        | --          | ----  | 70    | 17.1     | 15       | 4           | 5        | 0     | 1        | 5        | 1     | 0        | 7     | 4        | 2.12     | 1.15    |

### 記録
- 初登板：1976年5月9日、対南海ホークス前期8回戦（日生球場）、9回表に3番手で救援登板・完了、1回無失点
- 初奪三振：同上、9回表に野村克也から

### 背番号
- 37 （1976年 - 1981年）
- 84 （1982年 - 1985年）
- 94 （1986年 - 1989年）